# Okres Leibnitz
Okres Leibnitz (slov. Lipnica) je okres v rakouské spolkové zemi Štýrsko. Má rozlohu 726,95 km² a žije tam 80 434 obyvatel (1. 1. 2015). Sídlem okresu je město Leibnitz. Sousedí s okresy Deutschlandsberg, Štýrský Hradec-okolí, Jihovýchodní Štýrsko, a se Slovinskem. Okres se dále člení na 29 obcí (jediným městem je Leibnitz).

## Města a obce

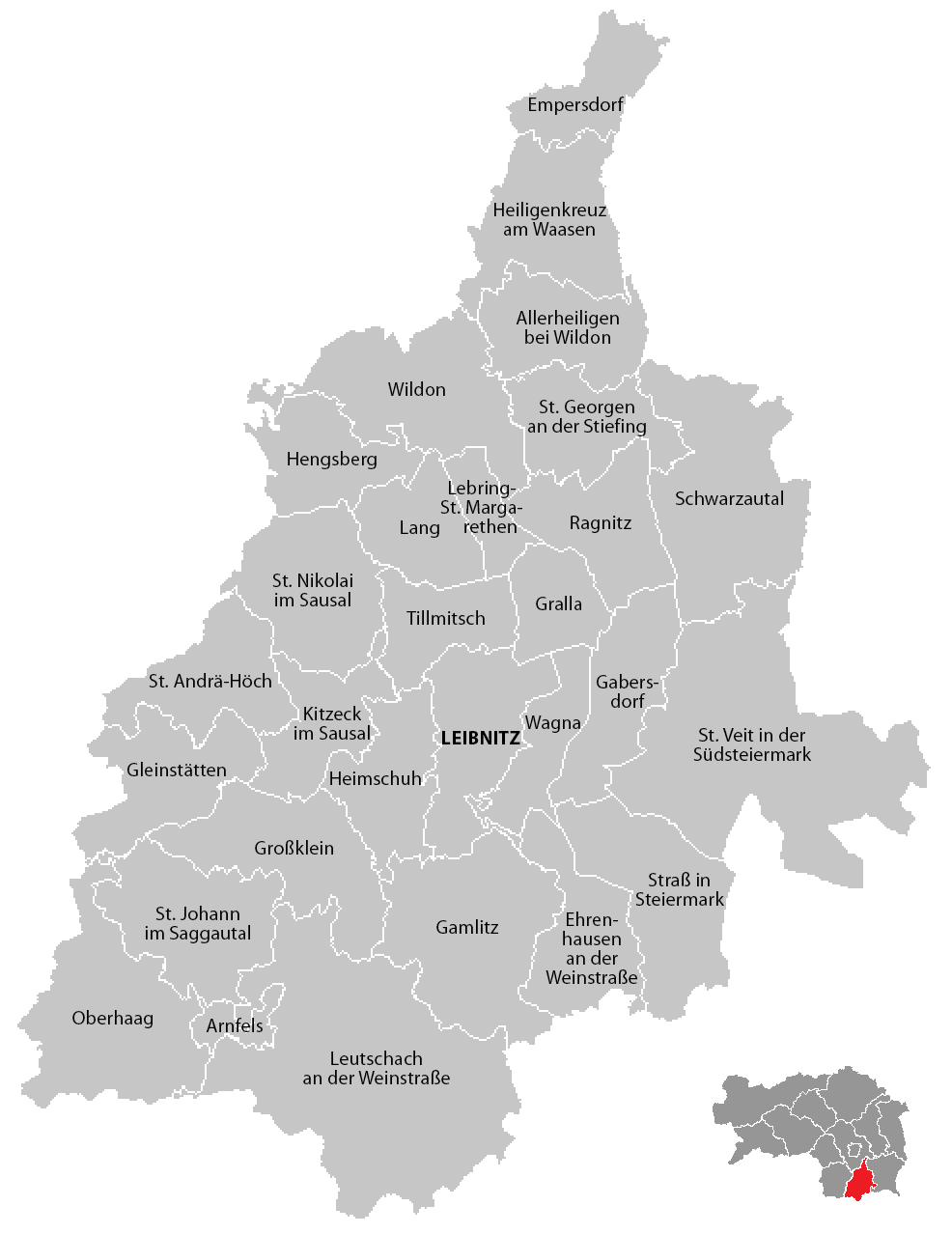
Obce v okrese Leibnitz

| Město: - Leibnitz Městysy: - Arnfels - Ehrenhausen an der Weinstraße - Gamlitz - Gleinstätten - Großklein - Heiligenkreuz am Waasen - Lebring-Sankt Margarethen - Leutschach an der Weinstraße - Sankt Georgen an der Stiefing - Sankt Nikolai im Sausal - Sankt Veit in der Südsteiermark - Straß-Spielfeld - Wagna - Wildon | Obce: - Allerheiligen bei Wildon - Empersdorf - Gabersdorf - Gralla - Heimschuh - Hengsberg - Kitzeck im Sausal - Lang - Oberhaag - Ragnitz - Sankt Andrä-Höch - Sankt Johann im Saggautal - Tillmitsch |